# Boucicaut (metropolitana di Parigi)
Boucicaut è una stazione della metropolitana di Parigi sulla linea 8, sita nel XV arrondissement.

## La stazione
La stazione è ubicata sotto l'avenue Félix Faure, a sud dell'incrocio con la rue de la Convention e venne aperta il 27 luglio 1937.
Il suo nome ricorda Aristide Boucicaut (1810-1877) che fondò una merceria che diede poi vita al grande magazzino Bon Marché. Sua moglie si dedicò alla beneficenza e finanziò Pasteur fondando l'hôpital Boucicaut. La stazione pertanto non porta, come nella quasi totalità delle stazioni della Metropolitana di Parigi, il nome di una strada o piazza ma il nome di un benefattore.

### Accessi
- 41,  avenue Felix Faure
- 108, rue de la Convention
- 107, rue de la Convention
- 111, rue de la Convention

## Interconnessioni
- Bus RATP - 62